# Mindszent
Mindszent este un oraș în districtul Hódmezővásárhely, județul Csongrád, Ungaria, având o populație de 7.090 de locuitori (2011). 

## Demografie
Componența etnică a orașului Mindszent
     Maghiari (96,36%)
     Romi (2,47%)
     Necunoscut (0,39%)
     Alții (0,78%)
Componența confesională a orașului Mindszent
     Romano-catolici (50,52%)
     Fără religie (15,5%)
     Reformați (4,06%)
     Necunoscută (29,04%)
     Alte religii (1,72%)
Conform recensământului din 2011, orașul Mindszent avea 7.090 de locuitori. Din punct de vedere etnic, majoritatea locuitorilor (96,36%) erau maghiari, cu o minoritate de romi (2,47%). Apartenența etnică nu este cunoscută în cazul a 0,39% din locuitori.  Din punct de vedere confesional, majoritatea locuitorilor (50,52%) erau romano-catolici, existând și minorități de persoane fără religie (15,5%) și reformați (4,06%). Pentru 29,04% din locuitori nu este cunoscută apartenența confesională.